# Hatowszczyzna (sielsowiet Łomasze)
Hatowszczyzna (biał. Гатаўшчына; ros. Гатовщина) – wieś na Białorusi, w obwodzie witebskim, w rejonie głębockim, w sielsowiecie Łomasze.
Znajduje tu się stacja kolejowa Zahacie, położona na linii Połock – Mołodeczno. W okresie międzywojennym była to stacja graniczna.

## Historia
W czasach zaborów w powiecie dzisieńskim, w guberni wileńskiej Imperium Rosyjskiego.
W dwudziestoleciu międzywojennym wieś leżała w Polsce, w województwie wileńskim, w powiecie dziśnieńskim, w gminie Orzechowo, od 1923 roku w gminie Prozoroki. Była wówczas miejscowością nadgraniczną, położoną tuż przy granicy ze Związkiem Sowieckim.
Według Powszechnego Spisu Ludności z 1921 roku zamieszkiwało tu 78 osób, 11 było wyznania rzymskokatolickiego, 46 prawosławnego a 21 mojżeszowego. Jednocześnie wszyscy mieszkańcy zadeklarowali polską przynależność narodową. Było tu 16 budynków mieszkalnych. W 1931 w 18 domach zamieszkiwało 116 osób.
Wierni należeli do parafii rzymskokatolickiej i prawosławnej w Prozorokach. Miejscowość podlegała pod Sąd Grodzki w Głębokiem i Okręgowy w Wilnie; właściwy urząd pocztowy mieścił się w Prozorokach.
W wyniku napaści ZSRR na Polskę we wrześniu 1939 miejscowość znalazła się pod okupacją sowiecką. 2 listopada została włączona do Białoruskiej SRR. Od czerwca 1941 roku pod okupacją niemiecką. W 1944 miejscowość została ponownie zajęta przez wojska sowieckie i włączona do Białoruskiej SRR.
Od 1991 w składzie niepodległej Białorusi.